# Anthony Ashley Cooper, 1. Earl of Shaftesbury

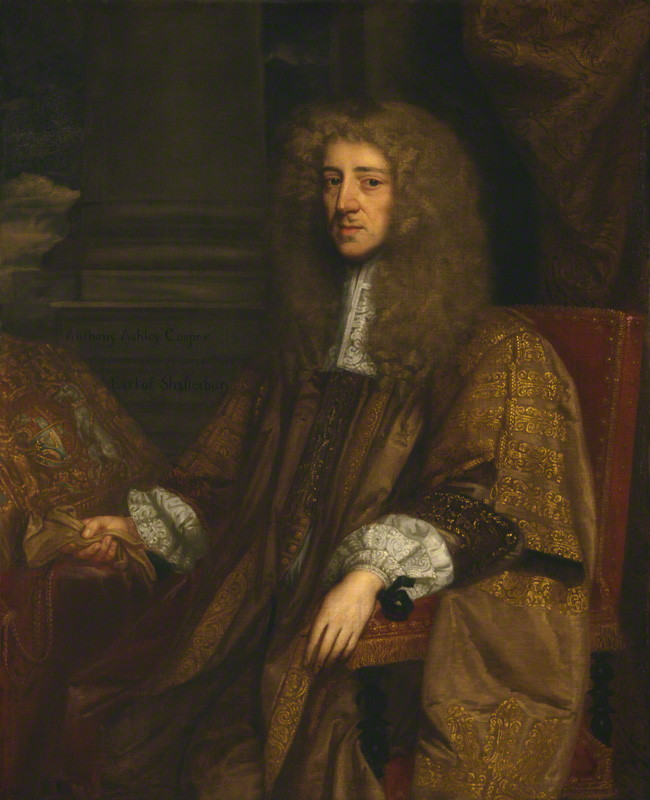
Anthony Ashley Cooper, 1. Earl of Shaftesbury, um 1673

Anthony Ashley Cooper, 1. Earl of Shaftesbury PC (* 22. Juli 1621 in Wimborne Saint Giles (County Dorset); † 21. Januar 1683 in Amsterdam) war ein bedeutender englischer Politiker und Adliger. Er ist insbesondere auch deshalb bekannt, weil er John Locke protegierte, der sein persönlicher Sekretär war.

## Leben
Er war der Sohn des Sir John Cooper, 1. Baronet († 1631) und der Anne Ashley († 1628). Er verlor seine Eltern früh. Bereits mit neun Jahren war er Waise, hatte jedoch von seinem Vater dessen Baronetswürde, of Rockbourne in the County of Hants, und ein erhebliches Vermögen geerbt. Ein großer Teil der Ländereien wurde allerdings durch den Court of Wards and Liveries unter Wert verkauft, um Wettschulden des Vaters zu begleichen. Über seine Mutter war er auch Generalerbe seines Großvaters Sir Anthony Ashley, 1. Baronet (um 1542–1628).
Er wechselte im Englischen Bürgerkrieg und den folgenden politischen Auseinandersetzungen mehrfach die Seiten. Zunächst gehörte er der Partei Karls I. an, 1644 schlug er sich auf die Seite des Parlaments und Oliver Cromwells, dann auf die Karls II., dessen Rückkehr aus dem Exil nach England er unterstützte. Am 20. April 1661 wurde er zum Baron Ashley, of Wimborne St Giles in the County of Dorset, erhoben. 1667 wurde er Mitglied des sog. Cabal-Ministeriums, einer einflussreichen Gruppe von fünf Mitgliedern des Privy Council. Am 23. April 1672 erhielt er die Titel Baron Cooper, of Paullet in the County of Somerset, und Earl of Shaftesbury. Von 1661 bis 1672 war er Schatzkanzler, im Anschluss daran für ein Jahr Lordkanzler, danach Führer der Parlamentsopposition, der „Landpartei“. Von 1677 bis 1678 und 1681 war er inhaftiert. Die angebliche katholische Papisten-Verschwörung brachte Shaftesbury 1678 großen politischen Zulauf. 1679 setzte er die Habeas Corpus-Akte durch. Seine wiederholten Versuche in dieser Zeit, den späteren Jakob II. per Gesetz von der Thronfolge auszuschließen, blieben jedoch erfolglos. 1682 versuchte er, einen Aufstand gegen den König auszulösen, und floh nach Holland, als er damit keinen Erfolg hatte. 1683 starb er im Exil. Der Titel fiel an seinen ältesten Sohn Anthony.
Sein Enkel, um dessen Erziehung er sich mit seinem Sekretär, Freund und Leibarzt John Locke früh kümmerte, war der Politiker und Philosoph Anthony Ashley Cooper, 3. Earl of Shaftesbury.